# Pedicia norikurae
Pedicia norikurae är en tvåvingeart som beskrevs av Alexander 1958. Pedicia norikurae ingår i släktet Pedicia och familjen hårögonharkrankar. Inga underarter finns listade i Catalogue of Life.